# Nyhyttan
Nyhyttan is een plaats in de gemeente Nora in het landschap Västmanland en de provincie Örebro län in Zweden. De plaats heeft 158 inwoners (2005) en een oppervlakte van 75 hectare.